# Rocznik Świadków Jehowy
Rocznik Świadków Jehowy (ang. Yearbook of Jehovah’s Witnesses) – 192-stronicowa publikacja wydawana corocznie od roku 1922 (po polsku od roku 1994) do roku 2017 przez Towarzystwo Strażnica. Dostępna w 68 językach oraz w wydaniach brajlowskich, również w wersji elektronicznej na CD/DVD jako część Biblioteki Strażnicy, online (w plikach audio jako audiobook oraz w MP3, AAC) oraz w wersji PDF, HTML, EPUB, MOBI na jw.org oraz w darmowej aplikacji dla urządzeń cyfrowych JW Library – również w j. polskim.

## Historia i zawartość
Pierwsze wydanie angielskie z 1922 roku zatytułowane było The I.B.S.A. Year Book (Rocznik I.B.S.A.) i zawierało „tekst biblijny na każdy dzień w roku, ściśle związany z hasłem rocznym, i stosowne komentarze zgodne z teraźniejszą prawdą”. Teksty biblijne i komentarze zamieszczane w Roczniku pochodziły ze „Strażnicy” z poprzedniego roku i z nowszych książek Świadków Jehowy. Później wykorzystywano już tylko materiał z czasopisma „Strażnica”. W językach, w których nie wychodził jeszcze Rocznik, teksty dzienne ukazywały się w specjalnych broszurach, w Polsce w postaci broszury „Teksty dzienne i komentarze” lub w „Strażnicy”. Świadków Jehowy zachęcono, aby codziennie omawiać werset biblijny wraz z zamieszczonym komentarzem. W latach 1905–1926 korzystano w tym celu z książki „Niebiańska manna, czyli rozmyślania duchowe na każdy dzień w roku dla domowników wiary”, opracowanej przez Gertrude Seibert.
W 1986 roku teksty biblijne i komentarze zaczęto wydawać w osobnej publikacji „Codzienne badanie Pism”. Do roku 1971 w Roczniku podawano krótką informację z każdego kraju gdzie Świadkowie Jehowy prowadzili działalność. W językach, w których nie wychodził jeszcze Rocznik ukazywały się tłumaczenia jego części w miesięczniku „Nasza Służba Królestwa” lub w osobnych broszurach.
W roku 2010 Rocznik zaczął się ukazywać online w serwisie jw.org (w tym serwisie w języku polskim umieszczono Roczniki od roku 1994), potem w Bibliotece Internetowej Strażnicy, a w roku 2013 został opublikowany w JW Library – darmowej aplikacji na urządzenia mobilne.
W każdym Roczniku znajduje się sprawozdanie z działalności Świadków Jehowy w roku służbowym (od 1 września do 31 sierpnia), poprzedzającym jego wydanie. W książce tej zamieszczone są listy od Ciała Kierowniczego, omówienie myśli przewodniej opartej na wersecie biblijnym na dany rok (hasła rocznego), Ciekawe wydarzenia z ubiegłego roku (kongresy, otwarcie Biur Oddziałów, inne szkolenia, pomoc humanitarna, specjalne kampanie rozpowszechniania publikacji), Wyniki ogólnoświatowej działalności rocznej (z alfabetycznym wykazem krajów i terytoriów gdzie prowadzona jest działalność kaznodziejska – aktualnie w 240 krajach i terytoriach zależnych – z liczbą: głosicieli, nowo ochrzczonych, pionierów, zborów, godzin poświęconych na działalność kaznodziejską, przeciętną liczbą studiów biblijnych, liczbą zgromadzonych na Wieczerzy Pańskiej) oraz krótkie ciekawe informacje z poszczególnych kontynentów (Głoszenie i nauczanie po całej ziemi), a w drugiej części Dzieje Świadków Jehowy w czasach nowożytnych (opis działalności Świadków Jehowy w wybranym kraju) oraz krótki przegląd wydarzeń z działalności sprzed wieku (Sto lat temu) (obecnie w „Strażnicy” –  w wydaniu do studium).
W Roczniku na rok 1994, opisano działalność Świadków Jehowy w Polsce. Od tego też roku Rocznik zaczął się regularnie ukazywać w języku polskim. Dodatkowo w języku polskim wydano również w formie broszur: Działalność Świadków Jehowy w Niemczech w czasach nowożytnych (wyd. pol. 1975, zawiera przedruk artykułu o działalności Świadków Jehowy do 1974 w Niemczech, opublikowanego w Roczniku na rok 1974 ze szczególnym uwzględnieniem prześladowań za czasów hitleryzmu), Ciekawe szczegóły ze sprawozdania z różnych krajów opublikowane w Roczniku Świadków Jehowy na rok 1990 (zawiera m.in. informacje o kongresie międzynarodowym pod hasłem „Prawdziwa pobożność”, który odbył się w 1989 w Polsce, w Chorzowie, Poznaniu i Warszawie) oraz Dzieje Świadków Jehowy w czasach nowożytnych. Stany Zjednoczone Ameryki (na podstawie Rocznika na rok 1975).
Od 2017 roku publikowane jest w wersji online coroczne Sprawozdanie z działalności Świadków Jehowy na całym świecie. Jest w nim sprawozdanie roczne, zawierające informacje o wysiłkach i środkach włożonych w ogólnoświatową działalność ewangelizacyjną prowadzoną przez Świadków Jehowy oraz sprawozdanie z działalności w poszczególnych krajach, które podaje m.in. liczbę głosicieli, osób ochrzczonych i obecnych na uroczystości Pamiątki.

## Wykaz roczników
| Rok         | Myśl przewodnia (hasło roczne) | Dzieje Świadków Jehowy (kraj) |
| ----------- | --- | --- |
| 2017        | Ufaj Jehowie i czyń dobrze (Ps 37:3) | Świadkowie Jehowy w Gruzji |
| 2016        | Wasza miłość braterska niech trwa (Hebr 13:1) | Świadkowie Jehowy w Indonezji |
| 2015        | Dzięki składajcie Jehowie, bo jest dobry (Ps 106:1) | Świadkowie Jehowy w Dominikanie |
| 2014        | Niech przyjdzie twoje królestwo (Mt 6:10) | Świadkowie Jehowy w Sierra Leone, Świadkowie Jehowy w Gwinei |
| 2013        | Bądź odważny i silny (...) Jehowa twój Bóg jest z tobą (Joz 1:9) | Świadkowie Jehowy w Mjanmie |
| 2012        | Twoje słowo jest prawdą (Jn 17:17) | Świadkowie Jehowy w Norwegii, Świadkowie Jehowy w Rwandzie |
| 2011        | Znajdź schronienie w imieniu Jehowy (Sof 3:12). | Świadkowie Jehowy w Papui-Nowej Gwinei, Świadkowie Jehowy w Estonii |
| 2010        | Miłość wszystko przetrzymuje. Miłość nigdy nie zawodzi (1 Kor 13:7, 8). | Świadkowie Jehowy w Albanii, Świadkowie Jehowy w Ugandzie, Świadkowie Jehowy w Belize |
| 2009        | Składajmy dokładne świadectwo na rzecz dobrej nowiny (Dz 20:24). | Świadkowie Jehowy w Samoa, (obejmuje również: Samoa Amerykańskie, Tokelau), Świadkowie Jehowy w Bośni i Hercegowinie, Świadkowie Jehowy w Chorwacji, Świadkowie Jehowy w Czarnogórze, Świadkowie Jehowy w Kosowie, Świadkowie Jehowy w Macedonii, Świadkowie Jehowy w Serbii, Świadkowie Jehowy w Słowenii |
| 2008        | Stójcie niewzruszenie i oglądajcie wybawienie, które zgotuje Jehowa (Wj 14:13) | Świadkowie Jehowy w Rosji |
| 2007        | Bliski jest wielki dzień Jehowy (Sof 1:14) | Świadkowie Jehowy w Republice Południowej Afryki (obejmuje również: Botswanę, Lesotho, Namibię, Suazi, Wyspę Świętej Heleny), Świadkowie Jehowy na Łotwie, Świadkowie Jehowy na Reunionie |
| 2006        | Musimy być bardziej posłuszni Bogu jako władcy niż ludziom (Dz 5:29) | Świadkowie Jehowy w Rumunii, Świadkowie Jehowy w Zambii |
| 2005        | Pomoc moja jest od Jehowy (Ps 121:2) | Świadkowie Jehowy na Tahiti, Świadkowie Jehowy w Gujanie, Świadkowie Jehowy w Islandii |
| 2004        | Czuwajcie, (...) okażcie się gotowi (Mt 24:42, 44) | Świadkowie Jehowy w Mołdawii, Świadkowie Jehowy w Kongu, Świadkowie Jehowy w Demokratycznej Republice Konga |
| 2003        | Zbliżcie się do Boga, a on zbliży się do was (Jk 4:8) | Świadkowie Jehowy w Nikaragui, Świadkowie Jehowy na Filipinach |
| 2002        | Przyjdźcie do mnie (...), a ja was pokrzepię (Mt 11:28) | Świadkowie Jehowy na Curaçao (obejmuje również: Arubę, Bonaire), Świadkowie Jehowy na Ukrainie |
| 2001        | Stańcie zupełni i niewzruszenie przekonani co do wszelkiej woli Bożej (Kol 4:12) | Świadkowie Jehowy w Angoli, Świadkowie Jehowy w Argentynie, Świadkowie Jehowy w Gujanie Francuskiej |
| 2000        | Nie jesteśmy z tych, którzy się wycofują (...), lecz z tych, którzy wierzą (Hbr 10:39) | Świadkowie Jehowy w Wielkiej Brytanii (obejmuje również: Maltę), Świadkowie Jehowy w Czechach, Świadkowie Jehowy na Madagaskarze |
| 1999        | Oto teraz dzień wybawienia (2Kor 6:2) | Świadkowie Jehowy w Niemczech, Świadkowie Jehowy w Malawi, Świadkowie Jehowy w Urugwaju |
| 1998        | Każdy, kto wzywa imienia Jehowy, będzie wybawiony (Rz 10:13) | Świadkowie Jehowy w Japonii, Świadkowie Jehowy na Martynice, Świadkowie Jehowy w Paragwaju |
| 1997        | Naucz mnie spełniać wolę twoją (Ps 143:10) | Świadkowie Jehowy w Beninie, Świadkowie Jehowy w Brazylii, Świadkowie Jehowy w Mikronezji |
| 1996        | Stańcie się wykonawcami słowa (Jkb 1:22) | Świadkowie Jehowy na Węgrzech, Świadkowie Jehowy w Mozambiku, Świadkowie Jehowy w Wenezueli |
| 1995        | Bądźcie harmonijnie zespoleni w miłości (Kol 2:2) | Świadkowie Jehowy na Cyprze, Świadkowie Jehowy na Gwadelupie, Świadkowie Jehowy w Meksyku |
| 1994        | Zaufaj Jehowie całym sercem (Prz 3:5) | Świadkowie Jehowy w Grecji, Świadkowie Jehowy w Haiti, Świadkowie Jehowy w Polsce |
| 1993        | Poucz mnie, Jehowo (...). Zjednocz me serce, aby się bało twego imienia (Ps 86:11) | Świadkowie Jehowy w Danii (obejmuje również: Grenlandię, Wyspy Owcze), Świadkowie Jehowy w Hondurasie, Świadkowie Jehowy w Malezji |
| 1992        | Radujcie się w nadziei. (...) W modlitwie nie ustawajcie (Rz 12:12) | Świadkowie Jehowy w Kenii (obejmuje również: Sudan (także Sudan Południowy), Ugandę, Etiopię, Erytreę, Jemen, Somalię, Dżibuti, Tanzanię, Malawi, Burundi, Rwandę, Seszele), Świadkowie Jehowy na Wyspach Salomona                                                                                         |
| 1991        | Kto słyszy, niech powie: ‚Przyjdź!’ (Obj 22:17) | Świadkowie Jehowy na Hawajach, Świadkowie Jehowy w Szwecji, Świadkowie Jehowy w Tajlandii (obejmuje również: Kambodżę, Laos i Wietnam) |
| 1990        | Możemy być dobrej myśli i mówić: ‚Jehowa mnie wspomaga’ (Heb 13:6) | Świadkowie Jehowy w Kolumbii, Świadkowie Jehowy w Finlandii, Świadkowie Jehowy w Surinamie |
| 1989        | Boga się bójcie i dajcie Mu chwałę (Obj 14:7) | Świadkowie Jehowy w Austrii, Świadkowie Jehowy na Barbadosie (obejmuje również: Saint Vincent i Grenadyny, Grenadę, Saint Lucia), Świadkowie Jehowy w Ekwadorze |
| 1988        | Pokładaj nadzieję w Jehowie i trzymaj się jego drogi (Ps 37:34) | Świadkowie Jehowy w Irlandii, Świadkowie Jehowy w Korei Południowej, Świadkowie Jehowy w Kostaryce |
| 1987        | Ja i mój dom będziemy służyć Jehowie (Joz 24:15) | Świadkowie Jehowy w Portoryko (obejmuje również: Brytyjskie Wyspy Dziewicze, Wyspy Dziewicze Stanów Zjednoczonych), Świadkowie Jehowy w Szwajcarii (obejmuje również: Liechtenstein), Świadkowie Jehowy w Trynidadzie i Tobago                                                                             |
| 1986        | Idź (...) rozgłaszaj królestwo Boże (Łk 9:60) | Świadkowie Jehowy w Boliwii, Świadkowie Jehowy w Holandii, Świadkowie Jehowy w Nigerii |
| 1985        | Dokładnie spełniaj swą służbę (2 Tym 4:5) | Świadkowie Jehowy na Jamajce, Świadkowie Jehowy na Kajmanach, Świadkowie Jehowy w Zimbabwe, Świadkowie Jehowy na Bahamach |
| 1984        | Ze wzmożoną odwagą głoś słowo Boże (Filip 1:14) | Świadkowie Jehowy w Belgii, Alaskę, Świadkowie Jehowy na Fidżi (obejmuje również: Samoa Zachodnie, Samoa Amerykańskie, Kiribati, Tuvalu, Tonga, Niue, Tahiti, Nową Kaledonię, Vanuatu) |
| 1983        | A prócz tego wszystkiego przyodziejcie się miłością, bo to jest doskonała więź jedności (Kol 3:14) | Świadkowie Jehowy w Australii, Świadkowie Jehowy w Portugalii (obejmuje również: Azory, Maderę, Makau, Angolę, Timor Wschodni, Gwineę Bissau, Republikę Zielonego Przylądka) |
| 1982        | Bądźcie niezachwiani, niewzruszeni, zawsze bardzo zajęci dziełem Pańskim (1 Kor 15:58) | Świadkowie Jehowy w Chile, Świadkowie Jehowy we Włoszech (obejmuje również: San Marino, Libię) |
| 1981        | Lojalni twoi będą cię błogosławić. Będą mówić o chwale twego królowania (Ps 145:10, 11) | Świadkowie Jehowy w Salwadorze, Świadkowie Jehowy w Wybrzeżu Kości Słoniowej, (obejmuje również: Burkinę Faso), Świadkowie Jehowy w Nowej Zelandii |
| 1980        | A teraz Jehowo, (...) powierzaj sługom Twoim nieustannie głosić Słowo Twoje z całą odwagą (Dz 4:29)                                                                                                   | Świadkowie Jehowy we Francji (obejmuje również: Monako), Świadkowie Jehowy w Libanie, Świadkowie Jehowy w Syrii, Świadkowie Jehowy w Izraelu, Świadkowie Jehowy w Jordanii |
| 1979        | Ojciec mój przez to doznaje chwały, że obfity owoc wydajecie i okazujecie się moimi uczniami (Jn 15:8)                                                                                                | Świadkowie Jehowy w Mjanmie, Świadkowie Jehowy w Kanadzie, Świadkowie Jehowy na Gwadelupie (obejmuje również: Saint Kitts i Nevis, Montserrat, Anguillę, Antiguę i Barbudę), Świadkowie Jehowy w Peru, Świadkowie Jehowy w Senegalu (obejmuje również: Mauretanię, Gambię, Mali)                           |
| 1978        | Będą walczyć przeciw tobie, ale nie zdołają cię zwyciężyć, gdyż Ja jestem z tobą – wyrocznia Jahwe – by cię ochraniać (Jer 1:19)                                                                      | Świadkowie Jehowy w Papui-Nowej Gwinei, Świadkowie Jehowy na Wyspach Salomona, Świadkowie Jehowy na Filipinach, Świadkowie Jehowy w Hiszpanii (obejmuje również: Saharę Zachodnią, Andorę) |
| 1977        | Wytrwałości wam potrzeba, abyście, gdy wypełnicie wolę Bożą, dostąpili tego, co obiecał (Hebr 10:36)                                                                                                  | Świadkowie Jehowy w Indiach, Świadkowie Jehowy w Liberii, Świadkowie Jehowy w Norwegii, Świadkowie Jehowy w Panamie |
| 1976        | Toteż, umiłowani, skoro oczekujecie tych rzeczy, róbcie wszystko, co możecie, aby na koniec zastał was niesplamionych i nieskalanych, i w pokoju (2 Pi 3:14)                                          | Świadkowie Jehowy w Luksemburgu, Świadkowie Jehowy w Nowej Fundlandii, Świadkowie Jehowy w Republice Południowej Afryki (obejmuje również: Namibię, Wyspę Świętej Heleny, Botswanę, Suazi, Lesotho), Świadkowie Jehowy w Sri Lance                                                                         |
| 1975        | Powiem do Jehowy: „Ty jesteś moją ucieczką i twierdzą moją” (Ps 91:2) | Świadkowie Jehowy w Stanach Zjednoczonych |
| 1974        | Choćby drzewo figowe nie zakwitło i by nie było plonu na winoroślach, (...) ja chcę radować się w Jehowie; chcę się weselić w Bogu mojego zbawienia (Hab 3:17, 18)                                    | Świadkowie Jehowy w Republice Środkowoafrykańskiej, Świadkowie Jehowy w Chinach, (obejmuje również: Hongkong, Makau), Świadkowie Jehowy w Niemczech |
| 1973        | Co się (...) tyczy wszystkich ludów, każdy będzie chodzić w imieniu swego boga; ale my ze swej strony będziemy chodzić w imieniu Jehowy, naszego Boga, po czas niezmierzony, już na zawsze (Mich 4:5) | Świadkowie Jehowy w Brazylii, Świadkowie Jehowy w Wielkiej Brytanii, Świadkowie Jehowy w Ghanie, Świadkowie Jehowy w Gwatemali, Świadkowie Jehowy w Japonii |
| 1972        | Nie zdołają cię zwyciężyć, gdyż Ja [Jehowa] jestem z tobą (...) by cię ochraniać (Jer 1:19) | Świadkowie Jehowy w Argentynie, Świadkowie Jehowy w Czechosłowacji, Świadkowie Jehowy w Dominikanie, Świadkowie Jehowy w Nikaragui, Świadkowie Jehowy w Pakistanie, (obejmuje również Bangladesz, Afganistan, Tajwan), Świadkowie Jehowy w Zambii                                                          |
| 1927 – 1971 | | krótkie sprawozdania z poszczególnych krajów |

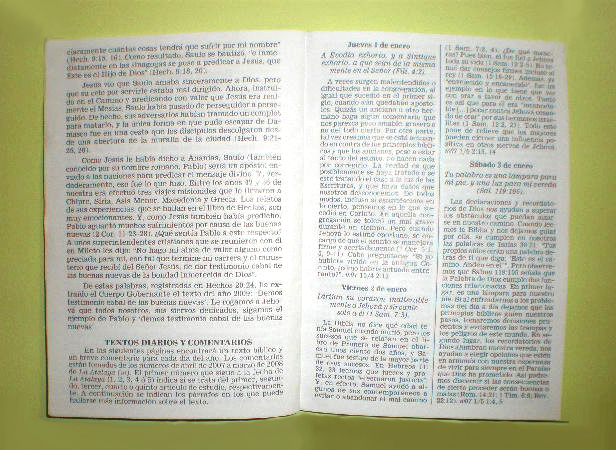
Od roku 1986 teksty biblijne i komentarze publikowane w Roczniku zaczęto wydawać w osobnej publikacji „Codzienne badanie Pism”
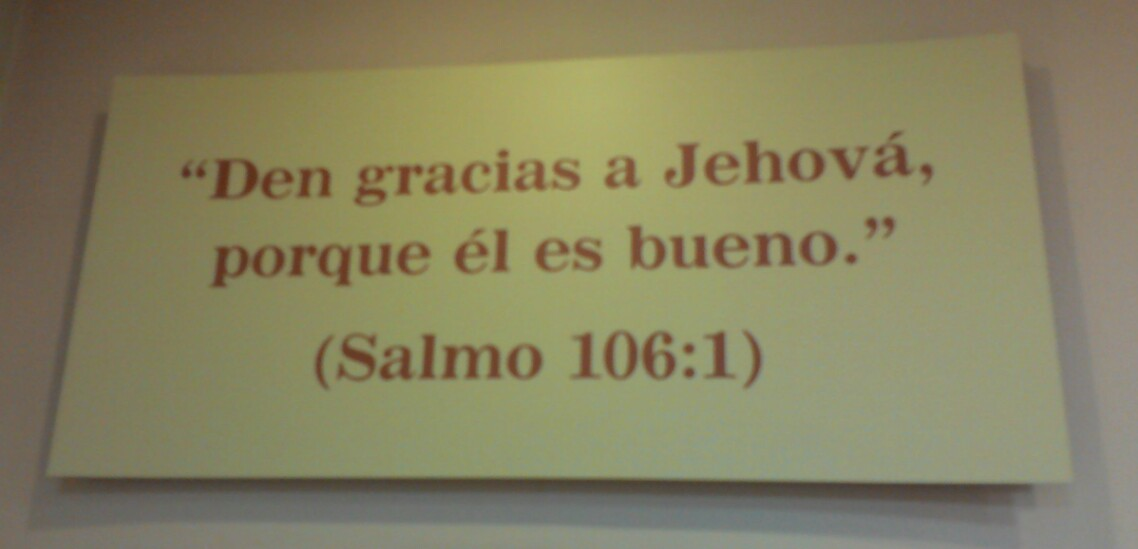
Hasło roczne z 2015 roku w j. hiszpańskim: Dzięki składajcie Jehowie, bo jest dobry (Ps 106:1)
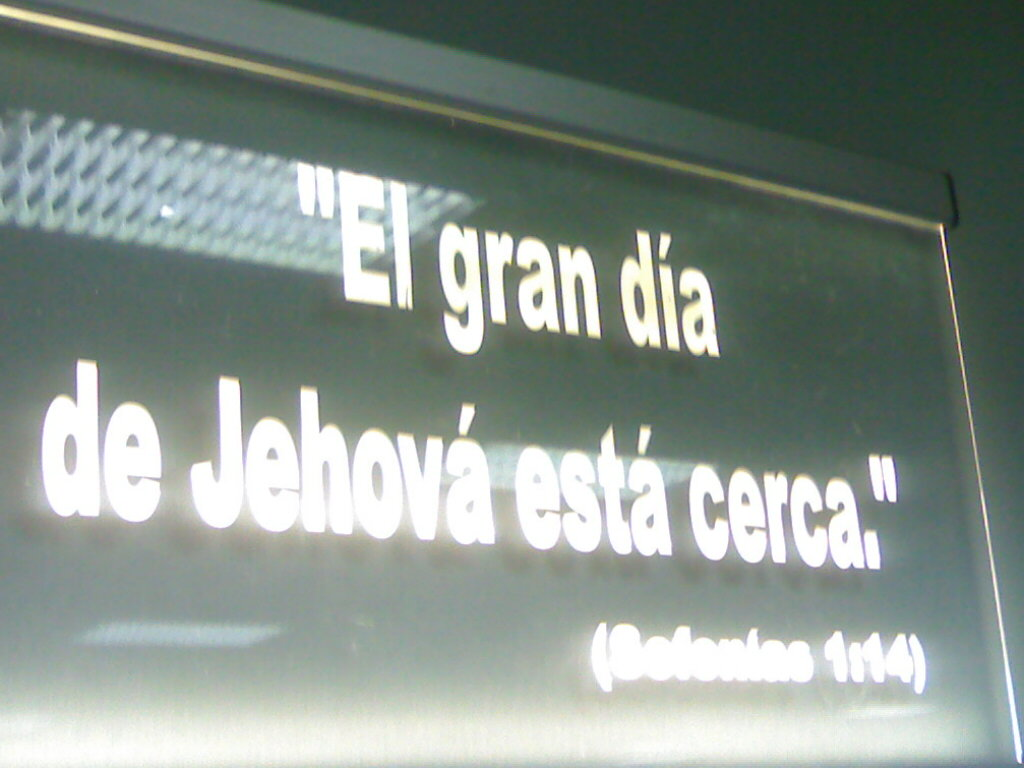
Hasło roczne z 2007 roku w j. hiszpańskim na Sali Królestwa: Bliski jest wielki dzień Jehowy (Sof 1:14)
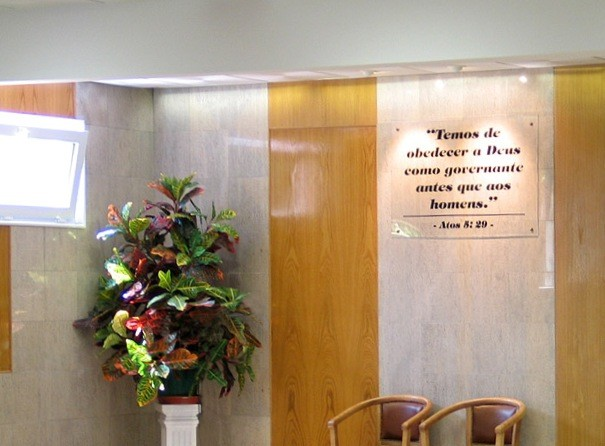
Hasło roczne z 2006 roku w j. portugalskim na Sali Królestwa: Musimy być bardziej posłuszni Bogu jako władcy niż ludziom (Dz 5:29)